# Nizar Trabelsi
Pour les articles homonymes, voir Trabelsi.
Nizar Trabelsi (arabe : نزار الطرابلسي), de son nom complet Nizar Ben Abdelaziz Trabelsi (arabe : نزار بن عبد العزيز الطرابلسي), né le 2 juillet 1970 à Sfax, est un footballeur et islamiste tunisien condamné pour une tentative d'attentat.

## Carrière sportive
En 1988, Trabelsi quitte son pays. Au printemps 1989, il est testé par le Standard de Liège mais n'est pas retenu. Il joue ensuite en tant que semi-professionnel, au Fortuna Düsseldorf. L'année suivante, il joue au Wuppertaler SV puis, en 1994, au VfR Neuss. Sa carrière sportive s'arrête en 1995, notamment à la suite de la prise de cocaïne.

## Activités terroristes et jugements
Suspecté d'appartenir à une organisation proche d'Al-Qaïda, il est arrêté à Uccle (Belgique) le 13 septembre 2001 pour son implication dans un projet d'attentat contre l'ambassade des États-Unis en France ; la police découvre alors durant les perquisitions une centaine de kilos de soufre et 60 kilos d'acétone, produits utilisés dans la fabrication de bombes.
Il est condamné en juin 2004 à dix ans de prison pour avoir planifié un attentat-suicide au camion piégé contre la base aérienne belge de Kleine-Brogel, pour possession illégale d'armes et pour appartenance à un groupe paramilitaire. Il avait reconnu au cours du procès qu'il avait l'intention de tuer des soldats américains stationnés sur cette base et avait affirmé son allégeance à Oussama ben Laden, le dirigeant du réseau Al-Qaida. La charge liée au projet d'attentat contre l'ambassade des États-Unis en France n'a pas été retenue lors de ce procès. 
Le 21 décembre 2007, quatorze personnes sont arrêtées alors que les autorités pensaient qu'elles avaient l'intention de libérer Trabelsi par la force. Elles sont libérées le lendemain matin.
En novembre 2008, la justice américaine réclame à la Belgique son extradition car Trabelsi est soupçonné d'avoir développé pour Al-Qaida des « activités plus larges » que le projet pour lequel il a été condamné. Ainsi, un grand jury du district de Columbia l'a incriminé le 16 novembre 2007 de « participation à une association de malfaiteurs visant à l'assassinat de ressortissants américains en dehors des États-Unis », d'« association de malfaiteurs pour l'usage et la tentative d'usage d'armes de destruction massive » et de « soutien matériel et des ressources [financières] à une organisation terroriste étrangère ». Trabelsi fait appel de la décision d'extradition acceptée par le tribunal de Nivelles et une pétition est lancée sur Internet. Ayant épuisé les procédures d'appels belges, son avocat dépose un recours devant la Cour européenne des droits de l'homme qui ordonne la suspension de la décision d'extradition. À quelques semaines du terme de son incarcération, il est finalement extradé le 2 octobre 2013 dans un cadre extra-judiciaire et confidentiel, sur décision de la ministre belge de l'Intérieur, vers les États-Unis où il encourt la perpétuité. Son avocat, averti alors que l'extradition est déjà réalisée, saisit symboliquement en référé le tribunal de première instance de Bruxelles, qui prononce le 3 octobre une interdiction d'extradition.
En septembre 2014, la Cour européenne des droits de l'homme condamne la Belgique, pour violation de l'article de la Convention européenne des droits de l'homme qui interdit « les traitements inhumains », au versement de 60 000 euros pour dommage moral et 30 000 euros pour frais et dépens à Nizar Trabelsi, notamment en raison de l'interdiction faite aux pays signataires de la Convention de juger plusieurs fois un individu pour les mêmes faits,.
Maintenu en détention à l'isolement jusqu'à son procès, il est finalement acquitté par un jury fédéral en juillet 2023. Durant son procès, il revient sur les aveux faits aux autorités belges, affirmant que celles-ci ont été données pour éviter d'être déporté au camp de Guantánamo, où les États-Unis détiennent de suspects sans procès. Pour les avocats de Nizar Trabelsi, ses déclarations de l'époque, selon lesquelles il aurait rencontré Oussama ben Laden, et aurait même voyagé avec lui en hélicoptère, sont fantaisistes et ne correspondent pas aux pratiques d'Al-Qaïda.
Nizar Trabelsi est ensuite placé en centre de rétention, toujours à l'isolement dans des conditions strictes, les autorités fédérales américaines cherchant à l'expulser du pays. La Belgique refuse alors de le recevoir, au motif qu'il ne possède pas la nationalité belge et n'est que marié religieusement à sa femme, qui habite encore dans le pays. De plus, l'accord d’extradition entre les États-Unis et la Belgique rejette la possibilité d'une expulsion vers la Tunisie, où Trabelsi a été condamné en son absence à vingt ans de prison par un tribunal militaire.